# Chatab
Chatab (persisch خطاب, auch Khattab, Khaţţāb, Khaţāb oder Khatāb-e Sheykh) ist ein Dorf der iranischen Provinz Nord-Chorasan.

## Geographie
Das Dorf gehört zum Garmkhan Rural District (دهستان گرمخان ‎), Garmkhan District (بخش گرمخان‎), Verwaltungsbezirk Bodschnurd. Es liegt nordöstlich von Bodschnurd in einem der Täler, die sich von West nach Ost erstrecken. Nördlich des Dorfes erheben sich die Berggipfel Kūh-e Qarah Lūkeh 1757 m, (کوه قره لوکه‎) und Kūh-e Marz Seyyed 1534 m, (کوه مرز سید ‎).
Es gibt Quellen, so dass Landwirtschaft auf der Talsohle möglich ist.
Das nahegelegene Dorf Schahrak-e Qaem (شهرك قائم‎) wird gelegentlich auch als „Khatab“ bezeichnet.

## Klima
Nach dem Köppen-Geiger-System zeichnet sich Chatab durch ein Wüstenklima mit der Kurzbezeichnung BWk aus.